# Elisabet av Bayern-Landshut
Elisabet av Bayern-Landshut, född 1478, död 1504, var en tysk adelskvinna. Hennes anspråk på att bli regerande hertiginna av Bayern-Landshut i enlighet med sin fars testamente förklarades ogiltigt av kejsaren och utlöste tronföljdskriget i Landshut 1503–1505.

## Biografi
Elisabet var äldsta av två döttrar till hertig Georg av Bayern-Landshut och Hedvig Jagellonica. Hon gifte sig 1499 med greve Ruprecht av Pfalz. Paret fick två överlevande söner. 
Elisabet hade inga bröder, och hennes far utnämnde henne till sin tronarvinge, och hennes make till guvernör över Bayern-Landshut. När hennes far avled 1503, utropade hon sig därför till regerande hertiginna av Bayern-Landshut. Kvinnlig tronföljd var dock dubbelt olaglig, då lagen i Bayern-Landshut sade att om en linje utslocknade på manssidan skulle närmaste manliga släkting ärva; liksom enligt kejserlig tysk-romersk lag, som sade att när en dynasti utslocknade på manssidan återgick en tysk stat till kejsaren. Hennes tronanspråk ansågs därför olagligt och resulterade i utbrottet av tronföljdskriget i Landshut mot hennes manliga släkting hertig Albrekt IV av Bayern-München.
Kejsaren ställde sig på Alberts sida, och Elisabet förklarades vara laglös. Hennes make avled i dysenteri i augusti 1504. Elisabet fortsatte kampen och hennes trupper ockuperade städerna Landshut, Dingolfing och Moosburg an der Isar. När hon själv avled i dysenteri september avslutades kriget och Bayern-Landshut delades i fyra delar mellan kejsaren, Albrekt och hennes två söner.